# Reconocimiento internacional
El reconocimiento internacional es un derecho internacional con consecuencias jurídicas nacionales e internacionales mediante el cual un sujeto de derecho internacional reconoce un acto de otro semejante (Estado, gobierno, entre otros). El reconocimiento es expresado por los Estados con el fin de reconocer comúnmente la existencia de otro Estado y/o de un gobierno. El reconocimiento puede ser concedido expresa o tácitamente, por lo general de una declaración del gobierno que reconoce.
El reconocimiento es un acto jurídico unilateral en el que un Estado constata que para él existe una situación jurídica específica. Dentro del contexto del derecho internacional público, el reconocimiento de determinada situación conlleva a la aceptación de las consecuencias que resulten de esta, así como la aclaración de cualquier situación jurídica puesta en duda entre los sujetos del derecho internacional. 

## Reconocimiento de los estados y de los gobiernos
El reconocimiento diplomático debe distinguirse del reconocimiento de los Estados y sus gobiernos El hecho de que los Estados no mantienen relaciones diplomáticas bilaterales no significa que no reconocen o tratan mutuamente como Estados. Un estado no está obligado a otorgar el reconocimiento formal a cualquier otro estado, pero es necesario para el tratamiento de cualquier entidad que cumpla con ciertos requisitos como un estado. Un estado tiene la responsabilidad de no reconocer como Estado a cualquier entidad que haya obtenido la calificación de la condición de Estado por violar la prohibición de la amenaza o al uso de la fuerza en la Carta de las Naciones Unidas. Los Estados pueden ejercer sus poderes reconocimiento ya sea explícita o implícitamente El reconocimiento de un gobierno implica el reconocimiento del estado que gobierna, pero no al revés.
Reconocimiento de facto de los Estados, más que de jure, es raro. el reconocimiento de jure es más fuerte, mientras que el reconocimiento de facto es más provisional y sólo reconoce que un gobierno ejerce un control sobre un territorio. Un ejemplo de la diferencia es cuando el Reino Unido reconoció la Unión Soviética de facto en 1921, pero solo de jure en 1970.
Renovar el reconocimiento de un gobierno no es necesario cuando se cambia de una manera normal, constitucional (como elecciones o un referéndum), pero es necesario en el caso de un golpe de Estado o revolución. El reconocimiento de un nuevo gobierno por otros Estados puede ser importante para su supervivencia a largo plazo. Por ejemplo, los talibanes del gobierno del Emirato Islámico de Afganistán, que duró desde 1996 a 2001, fueron reconocidos solo por Pakistán, los Emiratos Árabes Unidos y Arabia Saudita, mientras que tenía más reconocimiento el gobierno del derrocado Burhanuddin Rabbani (Estado Islámico de Afganistán). El Territorio en disputa de Jammu y Cachemira de la República de la India no es reconocida por Paquistán ni la República Popular China, pero es reconocido por Rusia.
El reconocimiento puede inferirse de otros actos, como la visita de la cabeza de Estado, o la firma de un tratado bilateral. Si el reconocimiento implícito es posible, un estado puede sentir la necesidad de proclamar explícitamente que sus actos no constituyen el reconocimiento diplomático, como cuando Estados Unidos comenzó su diálogo con el Organización para la Liberación de Palestina en 1988.
En ciertos casos, algunos Estados pueden reconocer al nuevo gobierno si el nuevo gobierno reconoce y acepta las obligaciones que tenía el anterior gobierno con ellos.  Es importante considerar que las relaciones diplomáticas entre países son independientes del reconocimiento de un gobierno por parte de los Estados. En la situación que un Estado rompa relaciones con otro implica que no haya conversación o negociación alguna con el Estado respectivo, sin embargo, su existencia y reconocimiento ya sea del Estado o de su gobierno no se ve viciado.
Una de las situaciones más sonadas dentro de la importancia del reconocimiento del gobierno, es el caso de Chile y la república democrática Alemana (RDA),origen hasta su constitución diplomática oficial en 1971. Interesa comprender cómo se logró el acuerdo de establecimiento de relaciones diplomáticas de Chile con la RDA, considerando el contexto internacional de Guerra Fría de la época, y de un Chile que siempre se sintió parte de los procesos internacionales. Esto remarca la importancia del reconocimiento del Gobierno como el caso mencionado. Evento importante de este caso es que en 1945 envió por primera vez a Chile un delegado comercial, para evaluar la instalación de oficinas germano orientales en Santiago.

## Aportes doctrinarios al reconocimiento de gobierno
Las doctrinas relativas son particularmente americanas ya que estas pudieron disolverse en el continente americano, especialmente en Estados Unidos siendo cabeza para las naciones y por otra parte las características políticas peculiares de los países latinoamericanos, en los que nace el periodo en los que nacen nuevos países que son despojados de España.
La doctrina cardinales para el reconocimiento del gobierno de Carlos Tobar quien fue ministro de las Relaciones Exteriores de Ecuador, la llamada de Wilson y la doctrina Estrada. La doctrina de Tobar, declaraba que las repúblicas americanas no reconocerían a ningún gobierno que hubiese surgido como producto de revoluciones contrarias a la Constitución vigente del Estado.
Como tercera Doctrina está la Estrada, quien al haber sufrido la manipulación del reconocimiento, provocó que en México se limitará a mantener a sus agentes diplomáticos, sin calificar ni precipitadamente  el derecho que tengan las naciones extranjeras para aceptar o mantener o subsistir a un gobierno o autoridades; por lo cual la doctrina de Estrada se refiere al reconocimiento de gobiernos que va de acuerdo a la Carta de Organización de Estados Americano, en la cual se afirma que un Estado tiene derecho a defender su integridad e Independencia de proveer la conservación y propiedad, de organizarse como mejor lo entiende y legislar sus intereses.
La doctrina de no reconocimiento de situaciones ilegales o inmorales, como las ganancias territoriales alcanzados por la violencia se le llama Doctrina Stimson, y se ha vuelto más importante desde la Segunda Guerra Mundial, especialmente en el Naciones Unidas, donde se trata de un método para asegurar el cumplimiento de Derechos internacionales - por ejemplo, en el caso de Rodesia en 1965. La retirada del reconocimiento de un gobierno es un acto más grave de la desaprobación de la ruptura de las Relaciones diplomáticas
Asimismo, una de las doctrinas internacionales importantes también es la de Malcolm N Shaw que dice que para que un Estado sea considerado en el derecho internacional se debe de reconocer este como Estado primero. La independencia de un Estado es posible mientras se pueda valer el Estado por sí mismo con su economía local y no viole ningún derecho de la legalidad internacional. Para que sea independiente debe de seguir con ciertas reglas, una de ellas es que no se meta en asuntos internos de otros, eso viene como norma fundamental internacional y la otra regla es que tiene total jurisdicción en su territorio. Sin embargo Malcolm menciona que con solo el Estado siendo reconocido ya puede realizar sus funciones en el derecho internacional, aunque no tenga un gobierno reconocido.

## Formas de reconocimiento de gobierno
Un reconocimiento expreso, que suele realizarse a través de un acto unilateral o a veces de declaración conjunta o incluso de un tratado ad hoc y un reconocimiento implícito, deducido de ciertos hechos como el intercambio de agentes diplomáticos o del mantenimiento de los que estaban es sus puestos, la conclusión de un tratado.
Por lo que respecta a la distinción entre un reconocimiento individual y un reconocimiento colectivo, en relación con este último, procede advertir que la participación de un gobierno en conferencias internacionales o su admisión en organizaciones internacionales no implica su reconocimiento por parte de los Estados participantes en la conferencia o integrantes de la organización. Una Organización universal se contempla como un foro apropiado, no solo para promover y coordinar el no reconocimiento de gobierno cuya conducta es contraria a ciertas reglas internacionales básicas, sino para discernir entre dos gobiernos que se disputan la autoridad sobre un mismo Estado, indicar cual es el representativo.
Cuando se determina que existe un reconocimiento expreso de determinado gobierno se toma a consideración la efectividad y legitimidad de este. Por lo que el no reconocimiento de un gobierno puede ser a consideración de la falta de un poder efectivo o legítimo. Ante ello, cuando otras naciones no reconocen un gobierno que se considera a sí mismo con personalidad nacional, se debe que existe evidencia de que tal gobierno no es clasificado como tal por el derecho internacional, por escasez de independencia, de soberanía de facto y de control gubernamental. Igualmente, dicha falta de reconocimiento puede basarse en el origen ilegítimo e irregular de un gobierno.